# 中国（湖南）自由贸易试验区
中国（湖南）自由贸易试验区为于2020年9月21日在中华人民共和国湖南省成立的自由贸易试验区。

## 概况
2020年9月20日，湖南省人民政府副省长何报翔介绍湖南省自由贸易试验区总体方案，并答记者问。9月21日，国务院关于湖南自贸区总体方案正式印发，包括长沙、岳阳以及郴州三个片区。2020年9月24日，中国（湖南）自由贸易试验区正式揭牌。